# Morten Veland

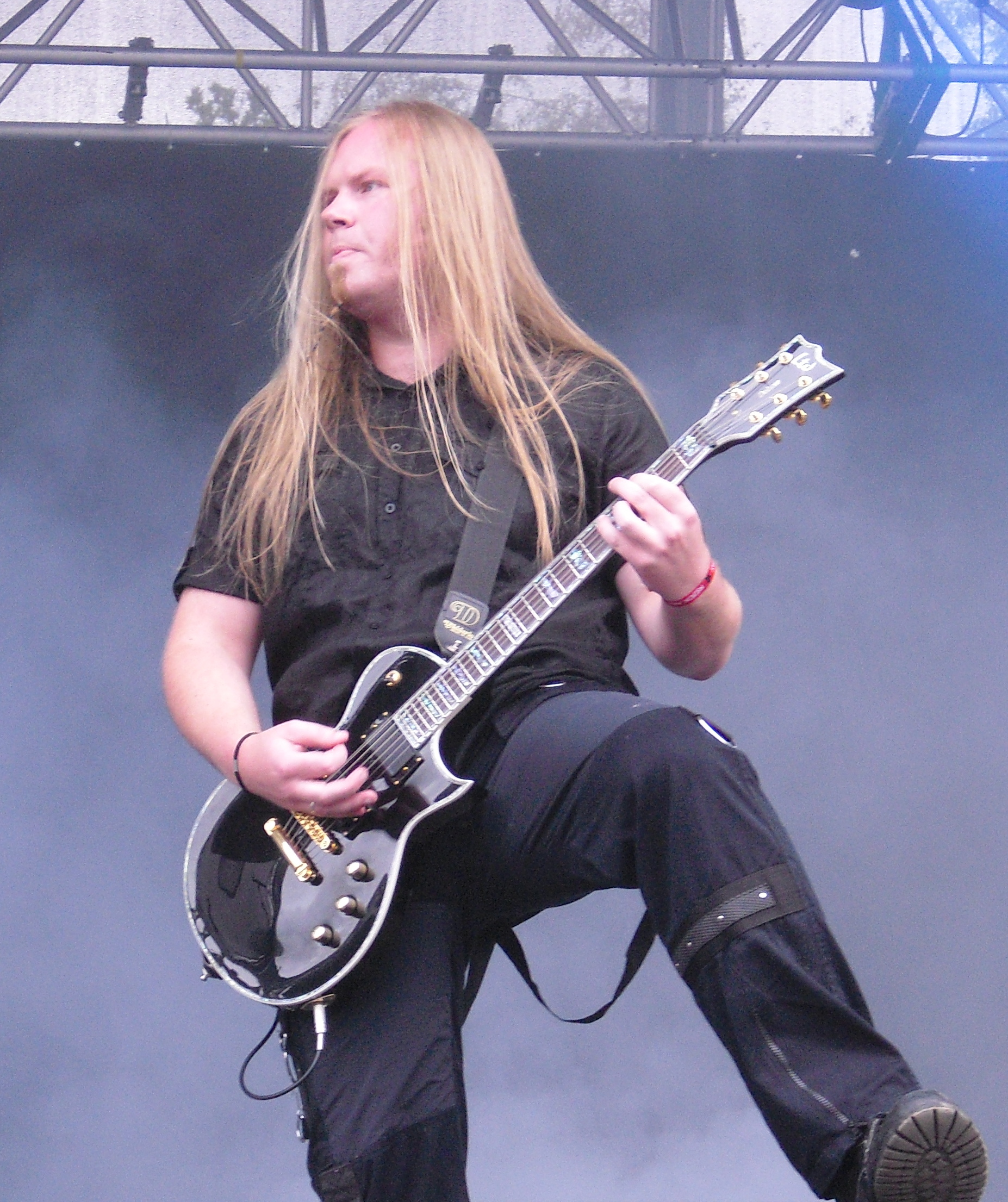
Morten Veland während des Sirenia-Auftritts auf dem Norway Rock Festival 2009

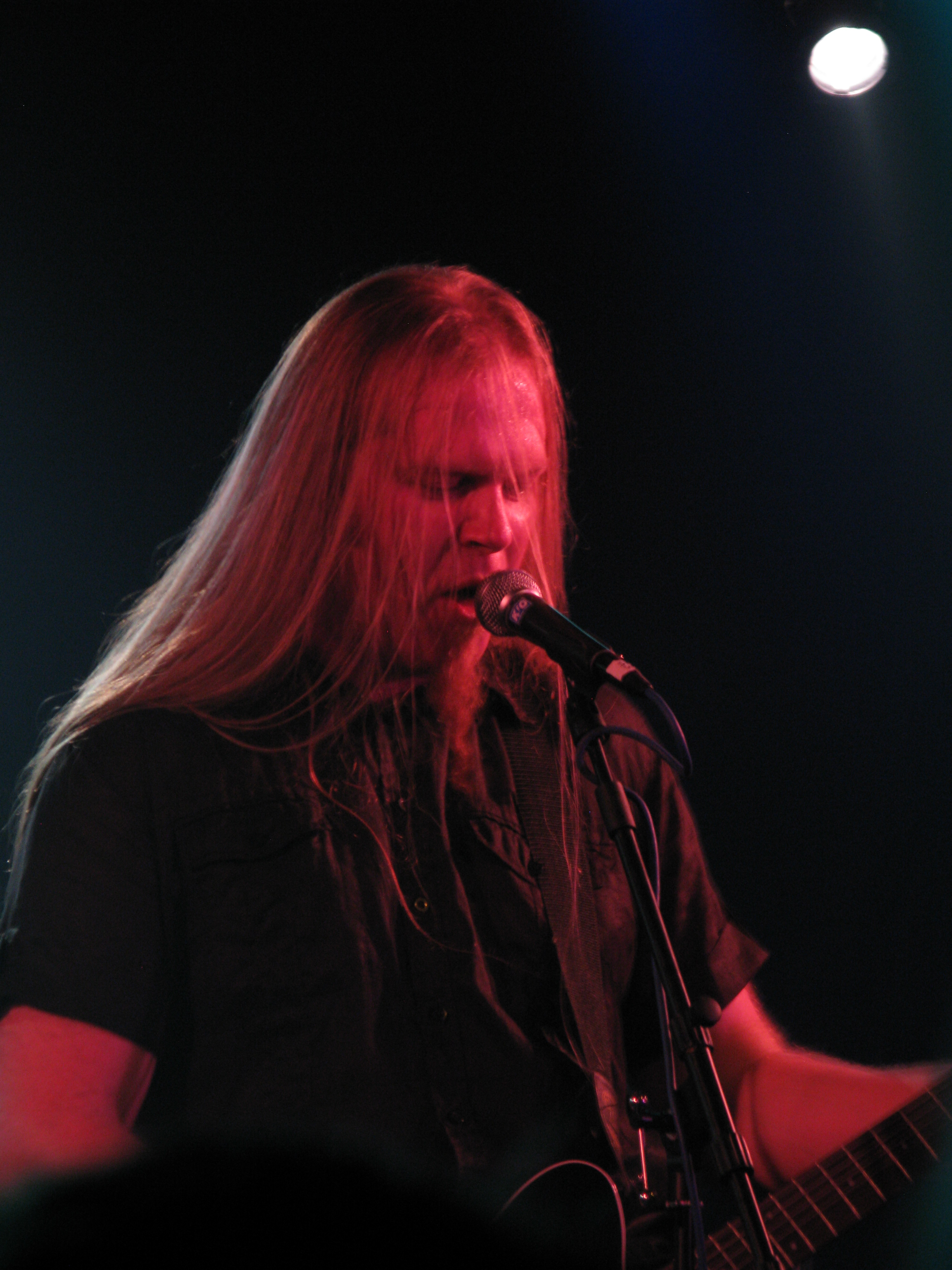
Morten Veland auf dem Beauty and the Beast Fest in Biebob, Vosselaar - Belgien

Morten Veland (* 4. Dezember 1977 in Stavanger) ist ein norwegischer Musiker. Er war 1996 eines der Gründungsmitglieder der Metal-Band Tristania und übernahm dort Gitarre und Gesang sowie die wesentlichen Anteile am Schreiben von Texten und Musik. Nach seinem Ausscheiden gründete er 2001 die Gruppe Sirenia, mit der er seine bisherige musikalische Linie fortführte. Bei Studioproduktionen spielt er die meisten Instrumente und den männlichen Gesang selbst ein.

## Mortemia
2009 gründete Veland das Solo-Projekt Mortemia, das musikalisch die Linie von Tristania (bis zum zweiten Album) und Sirenia fortführt, allerdings ohne weiblichen Gesang. Am 6. Juli 2009 unterschrieb Veland einen Vertrag mit Napalm Records. Das Debütalbum Misere Mortem wurde am 2. März 2010 veröffentlicht.

## Diskografie
mit Tristania
- 1997 - Tristania (EP)
- 1998 - Widow's Weeds
- 1999 - Beyond the Veil
- 1999 - Angina (Single)

mit Sirenia
- 2002 - At Sixes and Sevens
- 2004 - An Elixir For Existence
- 2004 - Sirenian Shores (EP)
- 2007 - My Mind's Eye (Single)
- 2007 - Nine Destinies and a Downfall
- 2009 - The 13th Floor
- 2011 - The Enigma of Life
- 2013 - Perils of the Deep Blue
- 2015 - The Seventh Life Path
- 2018 - Arcane Astral Aeons
- 2021 - Riddles, Ruins & Revelations
- 2023 - 1977

Mortemia
- 2010 - Misere Mortem

## Belege
1. ↑  Band-Info auf der Sirenia-Homepage (Memento vom 26. Juli 2009 im Internet Archive)
2. ↑  blabbermouth.net (Memento vom 28. Januar 2012 auf WebCite), Veland unterschreibt bei Napalm Records

| Personendaten    | Personendaten        |
| ---------------- | -------------------- |
| NAME             | Veland, Morten       |
| KURZBESCHREIBUNG | norwegischer Musiker |
| GEBURTSDATUM     | 4. Dezember 1977     |
| GEBURTSORT       | Stavanger            |